# 庄司彦男

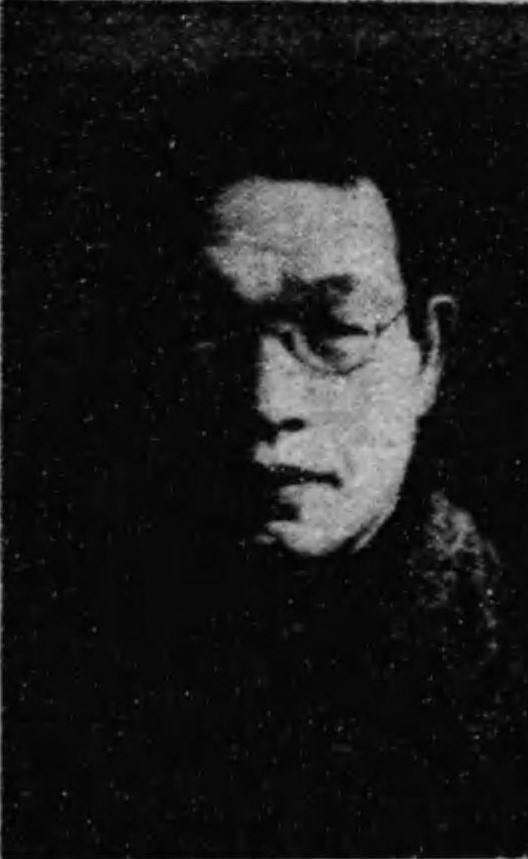
庄司彦男

庄司 彦男（しょうじ ひこお、1896年（明治29年）10月9日 - 1960年（昭和35年）5月18日）は、昭和期の漁業関係者、政治家。衆議院議員。八田一朗と共に日本へアマチュアレスリングの導入に貢献した。彦雄と表記される場合がある。

## 経歴
鳥取県西伯郡渡村（境港町を経て現境港市渡町）で生まれる。1920年（大正9年）早稲田大学大学部商科を卒業。小学校専科教員を務めた。
1921年（大正10年）アメリカ合衆国のプロレスラーアド・サンテルが来日し、講道館の柔道家との異種格闘技戦を望んだ。しかし、館長嘉納治五郎が他流試合を許さず戦ったものは破門とすることを表明した。当時、早稲田大学柔道部に所属し柔道三段であった庄司と永田礼次郎がこれに応じて、同年3月、靖国神社相撲場でサンデルと試合を行い、試合は引き分けとなった。庄司も永田も講道館柔道と天神真揚流柔術を教える児玉光太郎の門人だった。試合後、庄司ら興行関係者7人は講道館から一定期間の段位剥奪の処分を受けた。
その後、サンテルとの再戦を願って庄司はアメリカに留学し、1927年（昭和2年）南カリフォルニア大学経済科を卒業し、同大教員に就任。同地で柔道部を新設して指導を行い、また、プロレスにも参加してその実情を学んで帰国した。
1931年（昭和6年）4月、八田一朗とともに早稲田大学レスリング部が設立し、コーチに就任。同年8月、大隈講堂で第1回公開試合が開催され、庄司は前日にNHKラジオに出演してオリンピック種目のレスリングについてアピールを行った。しかし、フィリピン代表チームを招待し早大レスリング部との日比対抗戦を実施した際に、興行として失敗したためフィリピン選手団に帰国費用を支払うことが出来ず、選手団がアメリカ領事館に助けを求めるという問題を起こしたため、早大レスリング部との関係を断たれた。その後、プロ、アマチュアを含む大日本レスリング協会を設立し理事長となり、明治大学、立教学院の柔道家の支持を受けた。1932年ロサンゼルスオリンピックに日本からレスリング競技に参加したが、結果は惨敗となり、庄司はレスリング界から離れた。
1947年（昭和22年）4月、第23回衆議院議員総選挙に鳥取県全県区から日本社会党公認で出馬して当選し、衆議院議員に1期在任した。この間、社会党中央委員などを務めた。
その他、在外同胞帰還促進会理事長、全国機船底曳漁船同盟顧問、足立産業顧問、日本漁業組合中央委員などを務めた。

## 国政選挙歴
- 第17回衆議院議員総選挙（鳥取県全県区、1930年2月、中立）落選[17]
- 第19回衆議院議員総選挙（東京府第5区、1936年2月、立憲政友会）落選[18]
- 第20回衆議院議員総選挙（東京府第5区、1937年4月、中立）落選[19]
- 第21回衆議院議員総選挙（鳥取県全県区、1942年4月、無所属）落選[5][20]
- 第22回衆議院議員総選挙（鳥取県全県1区、1946年4月、日本社会党）落選[21]
- 第23回衆議院議員総選挙（鳥取県全県区、1947年4月、日本社会党公認）当選
- 第24回衆議院議員総選挙（鳥取県全県区、1949年1月、日本社会党公認）落選[22]
- 第2回参議院議員通常選挙（全国区、1950年6月、自由党公認）落選[23]
- 第3回参議院議員通常選挙（全国区、1953年4月、無所属）落選[24]

## 著作
- 庄司彦雄、山本千春との共著『レスリング』三省堂、1931年。